# كيلاني حسن سند
كيلاني حسن سند كاتب وشاعر وناقد وأستاذ جامعي مصري وُلد عام 1925 (1344 هـ) بقرية أولادمحمد مركزالغنايم التابعة لمحافظة أسيوط في صعيد مصر، وتَخرَّج في كلية اللغة العربية بجامعة الأزهر، ثم انتقل إلى القاهرة وأقام فيها مع عدد من أبرز شعراء وأدباء الصعيد الوافدين إلى القاهرة آنذاك مثل أمل دنقل، ويحيى الطاهر عبد الله، وآخرين، وكان عضوًا بجمعية الأدباء بالقاهرة.
توفي كيلاني حسن سند بمحافظة القاهرة عام 1979.
ووري مثواه الأخير بمسقط رأسه

## مسيرته المهنية
عمل كيلاني حسن سند بعد تخرجه من الجامعة مدرسًا بوزارة التربية والتعليم، ثمّ وبعد أن حصل على درجة الدكتوراه، عُيّن مدرساً بكلية التربية في جامعة القاهرة فرع الفيوم، وتدرج في الدرجات العلمية حتى حصل أصبح أستاذاً للأدب والنقد بالكلية.
كتب كيلاني حسن سند الشعر الرومانسي الذي يقترب من شعر التفعيلة إلى جانب كتابة الدراسات النقدية والأكاديمية، ونُشرت له العديد من القصائد في عدد من المجلات الأدبية من بينها مجلة الشعر، ومجلة الثقافة، ومجلة الرسالة الجديدة.
تميزت أشعار كيلاني حسن سند بالنزوع إلى التحرر والانعتاق من قيود الظلم والجمود، كما تجلت فيها آثار الثقافة الشعبية بوضوح، حيث امتزجت الأساطير بهموم الذات، وبهموم الشعب، فاقتربت من روح الإنسان البسيط ممّا أكسبها طابعًا من الشعبية التي منحتها قدرًا من الذيوع والانتشار.

## مؤلفاته
ألف كيلاني حسن سند العديد من المؤلفات التي تنوعت ما بين الدواوين الشعرية، والدراسات النقدية في الشعر، ومنها:
- قصائد في القنال (شعر): صدر عام 1957 عن مكتبة الشرق للنشر والتوزيع بالقاهرة.
- في العاصفة (شعر): صدر عام 1960 عن دار الثقافة العربية للطباعة والنشر والتوزيع بالقاهرة.
- قبل ما تسقط الأمطار (شعر): صدر عام 1966 عن دار الكاتب العربي للطباعة والنشر والتوزيع بالقاهرة.
- في انتظار المطر (شعر): صدر عام 1976 عن المجلس الأعلى لرعاية الفنون والآداب والعلوم الاجتماعية بالقاهرة، وكتب مقدمة الديوان محمود أمين العالم، كما ضم الكتاب دراسة للكاتب محمد أبو الحسن.[7]
- تجارب شعرية (مختارات من الشعر العربي): صدر عام 1965 عن المؤسسة المصرية للتأليف والأنباء والنشر بالقاهرة، وضم الكتاب مجموعة من أشعار العرب القدماء قام كيلاني حسن سند بجمعها وشرحها والتعليق عليها.[8]
- ذو الرمة.. شاعر الطبيعة والحب (دراسة): صدر عام 1973 عن الهيئة المصرية العامة للكتاب بالقاهرة.[9]
- حازم القرطاجني - حياته وشعره (دراسة): صدر عام 1974 عن الهيئة المصرية العامة للكتاب بالقاهرة.[10]
- قضايا ودراسات في النقد: صدر عام 1979 عن دار الثقافة للطباعة والنشر والتوزيع بالقاهرة.[11]
- ابن سناء الملك ومشكلة العقم والابتكار في الشعر (دراسة)

كما ضُمنت بعض قصائده وأعماله في عدد من أعمال كتاب آخرين، ومن بينها قصيدته «إنسان بلا أسطورة» التي نُشِرَت في كتاب «مختارات من الشعر العربي في القرن العشرين».

## الدراسات النقدية
كانت كتابات الشاعر كيلاني حسن سند موضوعاً لعدد من الدراسات النقدية ورسائل الماجستير والدكتوراه، ففي عام 2016 منحت كلية الآداب بجامعة قناة السويس درجة الماجستير في اللغة العربية وآدابها للباحثة غادة عيد نصر الله عيد عن دراسة لها بعنوان «التجديد في شعر كيلاني حسن سند».